# Gerres filamentosus
Gerres filamentosus és una espècie de peix pertanyent a la família dels gerrèids.

## Descripció
- Fa 35 cm de llargària màxima (normalment, en fa 15).
- Color generalment platejat.[3][4][5]

## Alimentació
Menja petits crustacis, poliquets, cucs i larves d'insectes.

## Depredadors
A les illes Filipines és depredat per Saurida tumbil.

## Hàbitat
És un peix marí i d'aigua dolça (penetra als llacs i rius de Madagascar i de l'Àfrica oriental), demersal i de clima tropical (26 °C-29 °C; 32°N-12°S) que viu entre 10 i 50 m de fondària.

## Distribució geogràfica
Es troba des de l'Àfrica oriental i Madagascar fins al Japó, Austràlia, Nova Caledònia i Vanuatu.

## Ús comercial
És emprat per a fer salaons i salsa de peix.

## Observacions
És inofensiu per als humans.